# Contro vento
Contro vento è un brano musicale della cantante italiana Malika Ayane, pubblicato come singolo nel 2009 ed estratto come quarto dall'album di debutto Malika Ayane.

## Il brano
Contro vento è stata scritta da Ferdinando Arnò e Pacifico, con il quale Malika Ayane ha debuttato nel brano Verrà l'estate, in promozione nello stesso periodo di Contro vento, ed è stato reso disponibile per l'airplay radiofonico a partire dal 10 luglio 2009.

## Il video
Il video musicale prodotto per Contro vento, diretto dal regista Federico Brugia, è stato presentato in anteprima sul canale YouTube della cantante il 4 agosto 2009. Il video è stato girato durante le performance dal vivo della cantante a Villa Arconati (Bollate). Nel video la cantante viene seguita dalle prove trucco nei camerini sino al concerto vero e proprio.

## Formazione
- Malika Ayane - voce
- Ferdinando Arnò - programmazione
- Paolo Costa - basso
- Lele Melotti - batteria
- Giorgio Cocilovo - chitarra